# 安食の戦い
安食の戦い（あじきのたたかい）は、天文23年7月18日（1554年8月16日）に尾張国安食で行われた戦いである。中市場合戦とも言う。

## 戦いの経緯
尾張下四郡の守護代、清洲織田家（織田大和守家）の重臣清洲三奉行の一人織田信秀は、主家と張り合うほどに勢力を伸ばしていたが、信秀が死去して子の信長が跡を継ぐと、守護代織田信友の下で実権を握っていた又代の坂井大膳が、同輩の坂井甚介・河尻与一（左馬丞）・織田三位らと謀って信長に敵対を始めた。しかし、天文21年8月16日（1552年9月4日）の萱津の戦いでは敗北し、坂井甚介が討ち死にした。
守護代信友の居城清洲城では、尾張守護の斯波義統が、信友や坂井大膳らの傀儡となっていた。しかし、義統の近臣の梁田弥次右衛門と那古野弥五郎が信長に内通。これを受け信長は兵を清洲に差し向けて、町を焼き払い裸城にしてしまった。信長自らも出馬したが、このときは城の守りが固く引き上げた。また、信友は信長を倒すために斯波氏の宿敵であった今川氏と結ぼうとしたことも義統との対立を深めたとする説もある。
天文23年7月12日（1554年8月4日）、義統の子義銀が近臣を引き連れて川狩りに出かけた隙を突き、坂井大膳・河尻左馬丞・織田三位は義統を襲撃して一門数十人もろとも死に追いやった。義銀は那古野城へ逃げて信長に保護された。
7月18日、柴田勝家が清洲へ向け出陣し、三王口で開戦。後退した清洲勢は乞食村（春日井郡安食村）で支えることができず、誓願寺前で応戦したが、ついに町口大堀の中まで追い入れられてしまった。河尻左馬丞や織田三位らが奮戦したが、柴田勢の槍は長く清洲勢のは短かったため、左馬丞・三位以下三十騎が討ち死にした。織田三位の首を取ったのは、義統の直臣だった由宇喜一だったという。
なお、当時の柴田勝家は信長との関係が悪化していた弟で末森城主の信行（信勝）の重臣だったが、信長が守護の弔い合戦の主導権を握ってしまう可能性があったために、その牽制の意味を含めて加勢したとする説もある。